# Majdany (Kłecko)
Majdany – część miasta Kłecko  w Polsce, położona w województwie wielkopolskim, w powiecie gnieźnieńskim, w gminie Kłecko. 
W latach 1975–1998 położona była w województwie poznańskim.